# Hindenburg-Gedächtniskirche Stetten

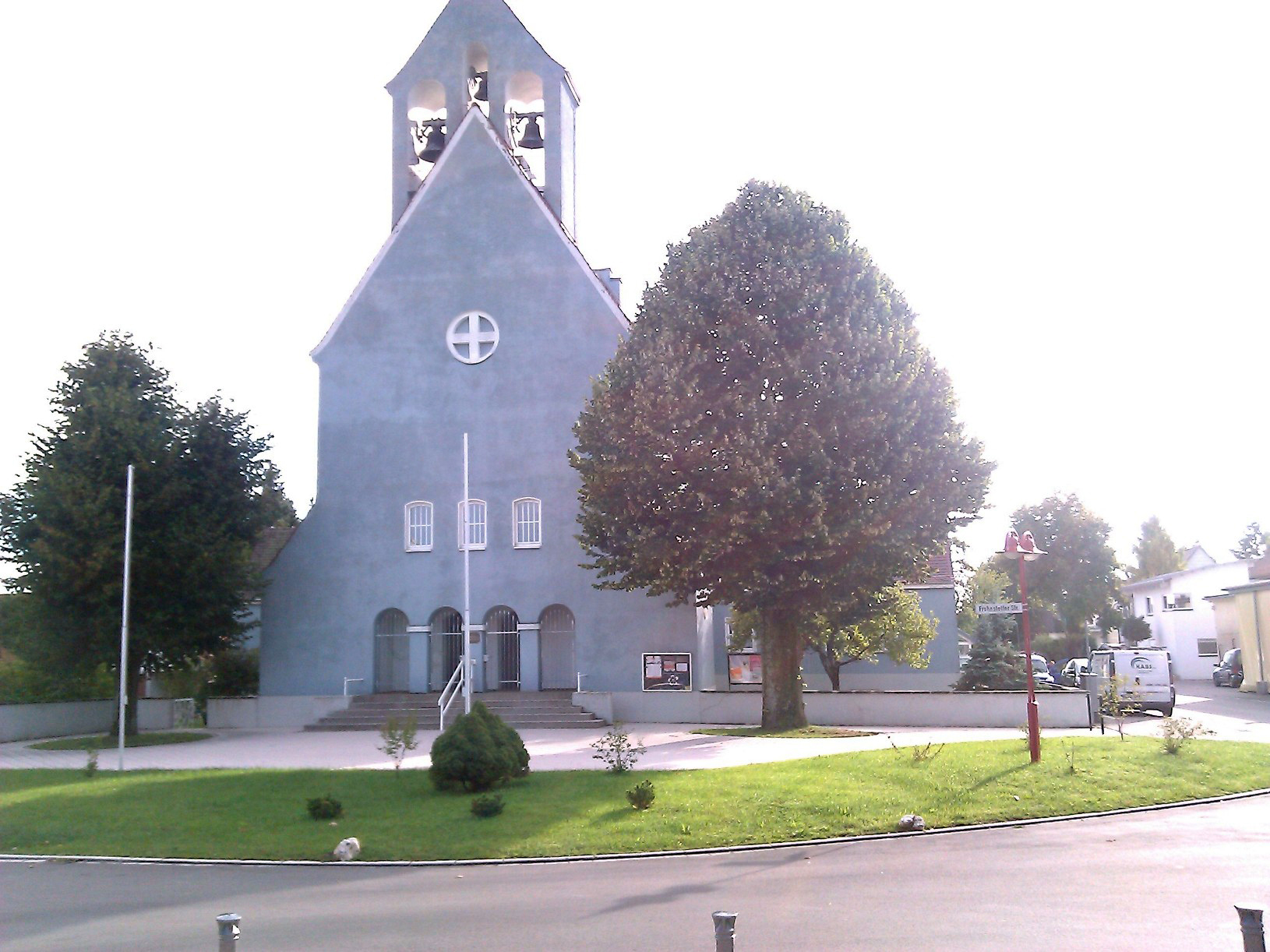
Blaue Kirche

Die Hindenburg-Gedächtniskirche ist eine evangelische Kirche in Stetten am kalten Markt im baden-württembergischen Landkreis Sigmaringen.

## Geschichte

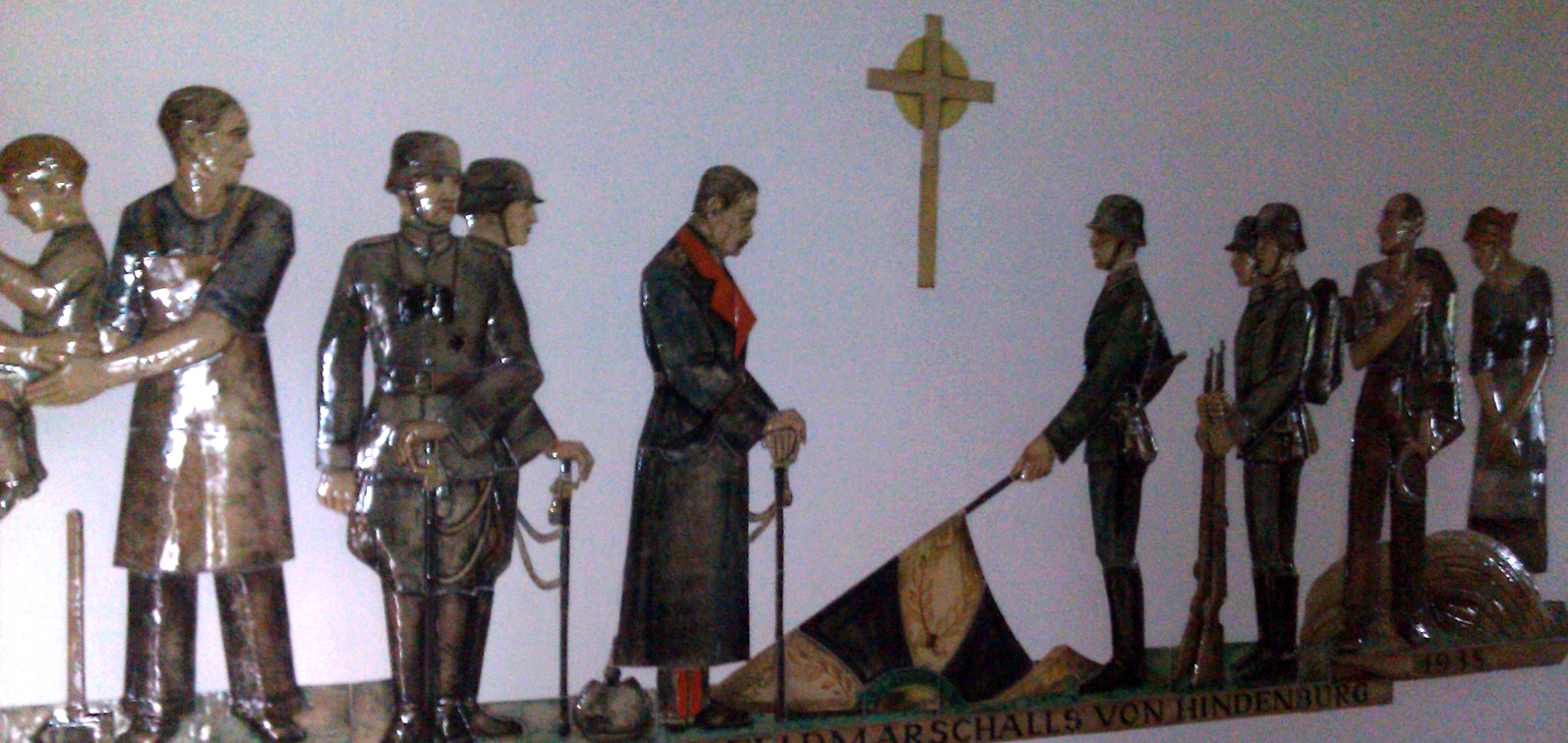
Hindenburgplastik

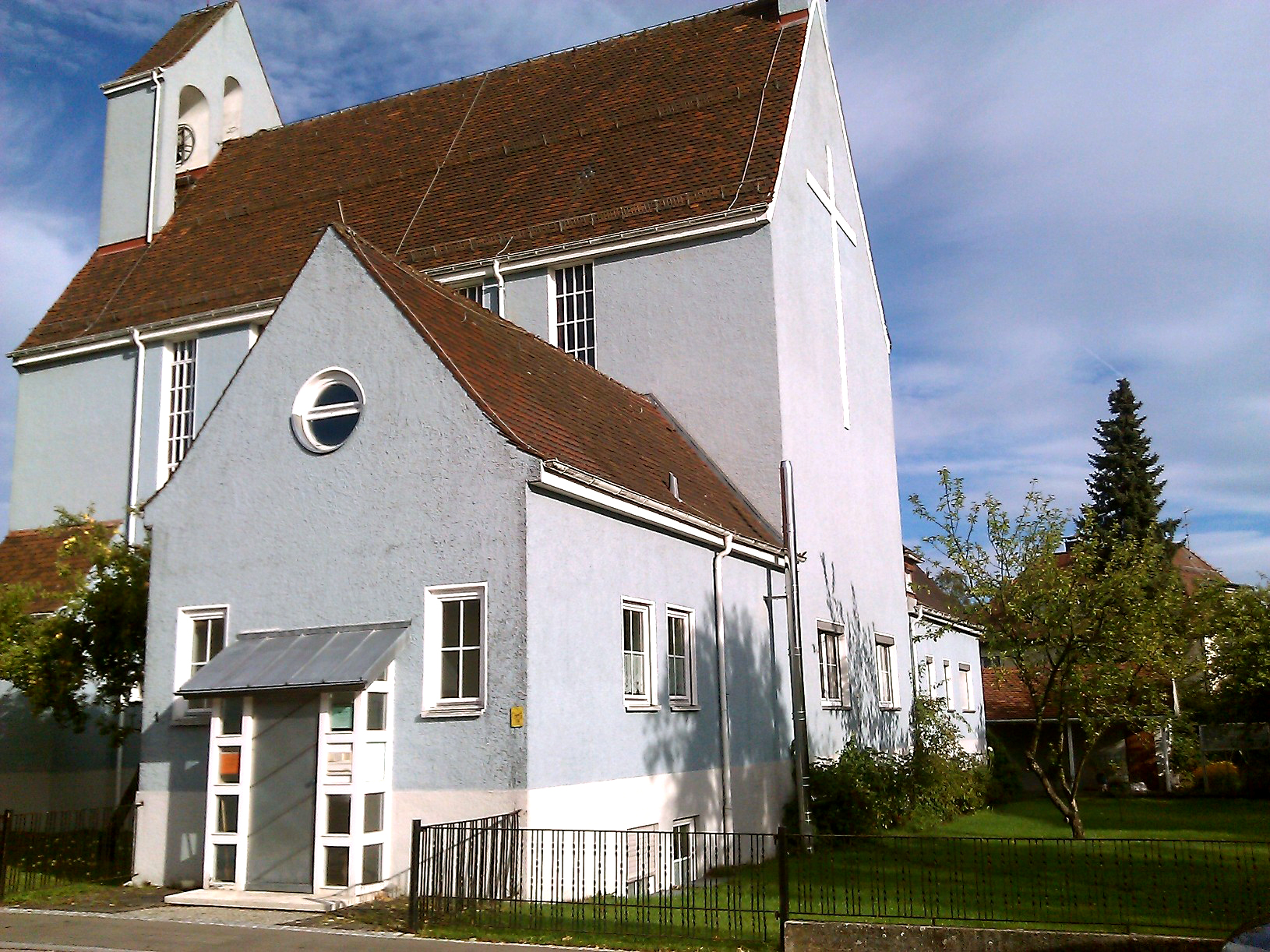
Seitenansicht

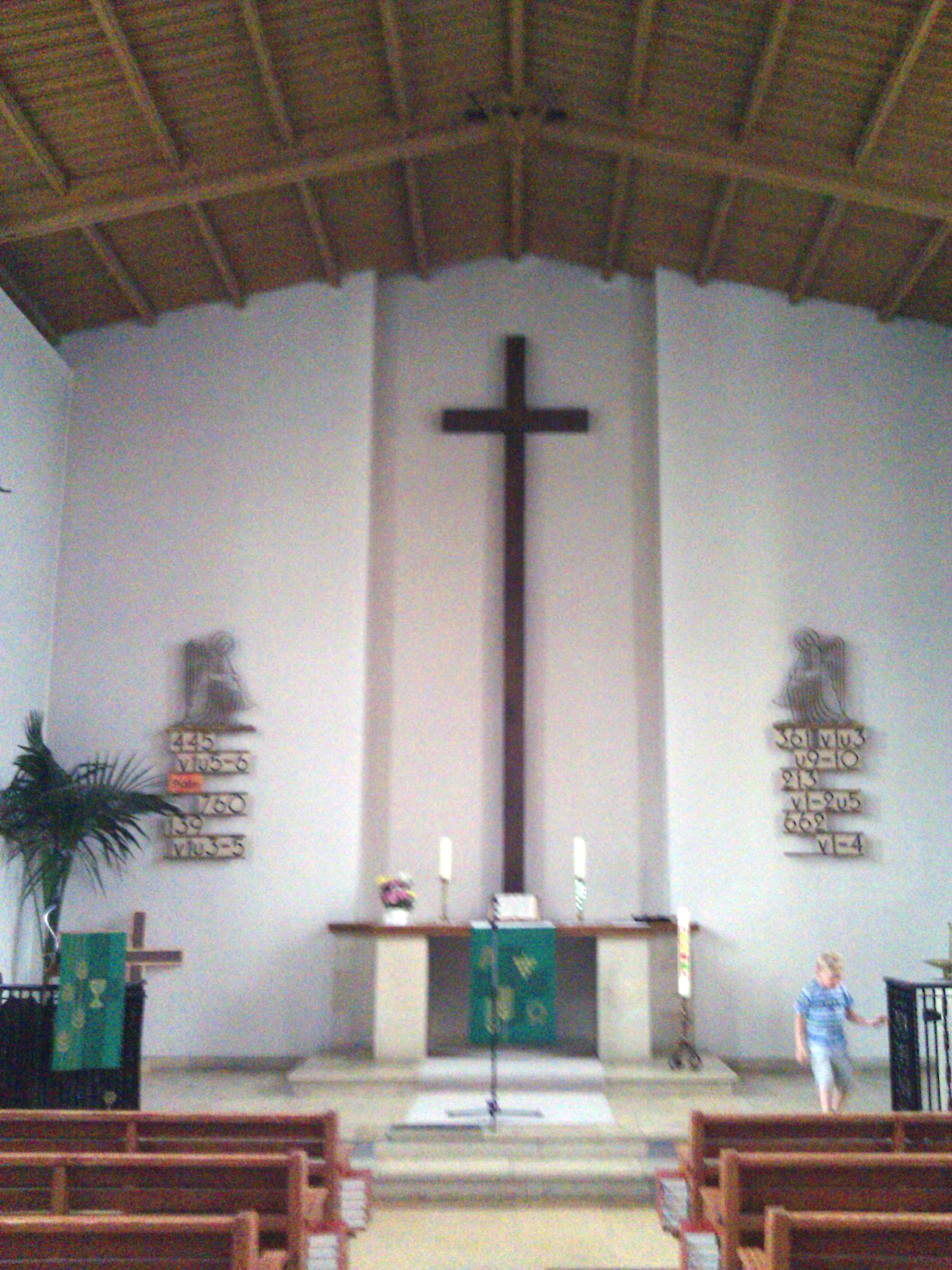
Altaransicht

Ursprünglich war Stetten fast ganz katholisch, auch die Reformation ging fast spurlos an dem Ort vorbei. Der Bahnbau im Donautal brachte vereinzelten Zuzug von evangelischen Christen. Durch den Bau des Truppenübungsplatzes Heuberg wuchs 1913 durch die neuen Einwohner die Gemeinde auf rund 150 Personen an. Vorerst wurden die Gottesdienste im Grundbuchamt von Stetten abgehalten; nachdem der Raum zu klein geworden war, wurde der Gemeinde ein Schulzimmer zugewiesen. Die Gemeinde in Kadelburg schenkte derjenigen in Stetten einen Holzaltar, die Großherzogin Luise stiftete eine Altardecke. Die Gemeinde wurde von einem in Meßkirch wohnenden Pfarrer betreut. Nach dem Ende des Ersten Weltkrieges verödete der Truppenübungsplatz, die Gemeinde zerfiel bis auf einen kleinen Rest. Gottesdienst wurde 1918 alle 14 Tage gehalten. Von 1924 bis 1930 war Stetten Diasporapfarramt, für die Gottesdienste stand ein schmuckloser Kirchensaal zur Verfügung. 1933 wurde eine Standortverwaltung eingerichtet und der Truppenübungsplatz wieder in Betrieb genommen. Die Bevölkerung nahm stetig zu, auch neue evangelische Christen zogen in den Ort.
Erste Planungen und Verhandlungen um den Bauplatz erfolgten 1933. Der Bauplatz wurde 1935 von der Stadt Stetten an die Kirchengemeinde geschenkt. Die Diasporagemeinde Stetten wurde 1934 zur vollberechtigten Kirchengemeinde erhoben, womit die Voraussetzungen für eine Finanzierung der Kirche gegeben waren; die Gemeinde durfte Ortskirchensteuer erheben. Gleichzeitig wurde das Diasporapfarramt in ein reguläres Pfarramt umgewandelt. Die Grundsteinlegung erfolgte 1937. In der Urkundenkassette befanden sich: die Urkunde, der Stiftungsaufruf von 1934, die gedruckte Predigt des Feldbischofs Dohrmann anlässlich der Einweihung der Hindenburggruft im Tannenberg-Denkmal, verschiedene Ausgaben des Evangelischen Gemeindeboten, ein Block Briefmarken, sämtliche zu der Zeit im Gebrauch befindliche Münzen des Deutschen Reiches, ein Schaubild der zu bauenden Kirche, die Bodenseerundschau vom 10. Juli 1937, ein Bildblatt über die Zustände in Sowjet-Russland und das gedruckte Programm der Grundsteinlegung. Architekt war Otto Bartning aus Berlin. Das Richtfest wurde am 11. September 1937 gefeiert, eingeweiht wurde die Kirche Mitte 1938. Im Eingangsbereich wurde ein Keramikrelief mit einer Darstellung Paul von Hindenburgs bei einer militärischen Szene angebracht. Hergestellt wurde das Relief von der Staatlichen Majolika Manufaktur Karlsruhe.
Das französische Militärgouvernement in Stockach ordnete 1948 die Zerstörung des Reliefs an. Die evangelische Gemeinde beauftragte jedoch einen Maurer, der davor eine Wand hochzog. Zwei neue Glocken, die Christus-Glocke und die Gustaf-Adolf-Glocke, wurden 1953 geweiht. Die General-Zieten-Glocke hatte den Zweiten Weltkrieg unbeschädigt überstanden.
Eine gründliche Renovierung des Gebäudes erfolgte 1980. Anlässlich der 1200-Jahr-Feier der Gemeinde Stetten im Jahre 1999 ließ der damalige Pfarrer Ulrich Baier das Relief wieder freilegen. Er beauftragte damit den Enkel des Maurers, der 1948 das Relief einmauerte. 1999 wurde der Sockel grau angestrichen, die Kirche blau. In der Bevölkerung wird sie seitdem „Blaue Kirche von Stetten“ genannt.

## Ausstattung
- Emporenbrüstung mit holzgeschnitzten Füllungen von Karl Josef Fortwängler
- Der Altar und der Taufstein wurden von Friedrich Wetterer aus Stetten angefertigt
- Handgeschmiedeter Messingengel als Liedertafel von Werner Kump aus Chemnitz
- Kirchengestühl, Fenster und großes Altarkreuz von Schreinerei Gebrüder Sieber in Stetten[2]

## Orgel

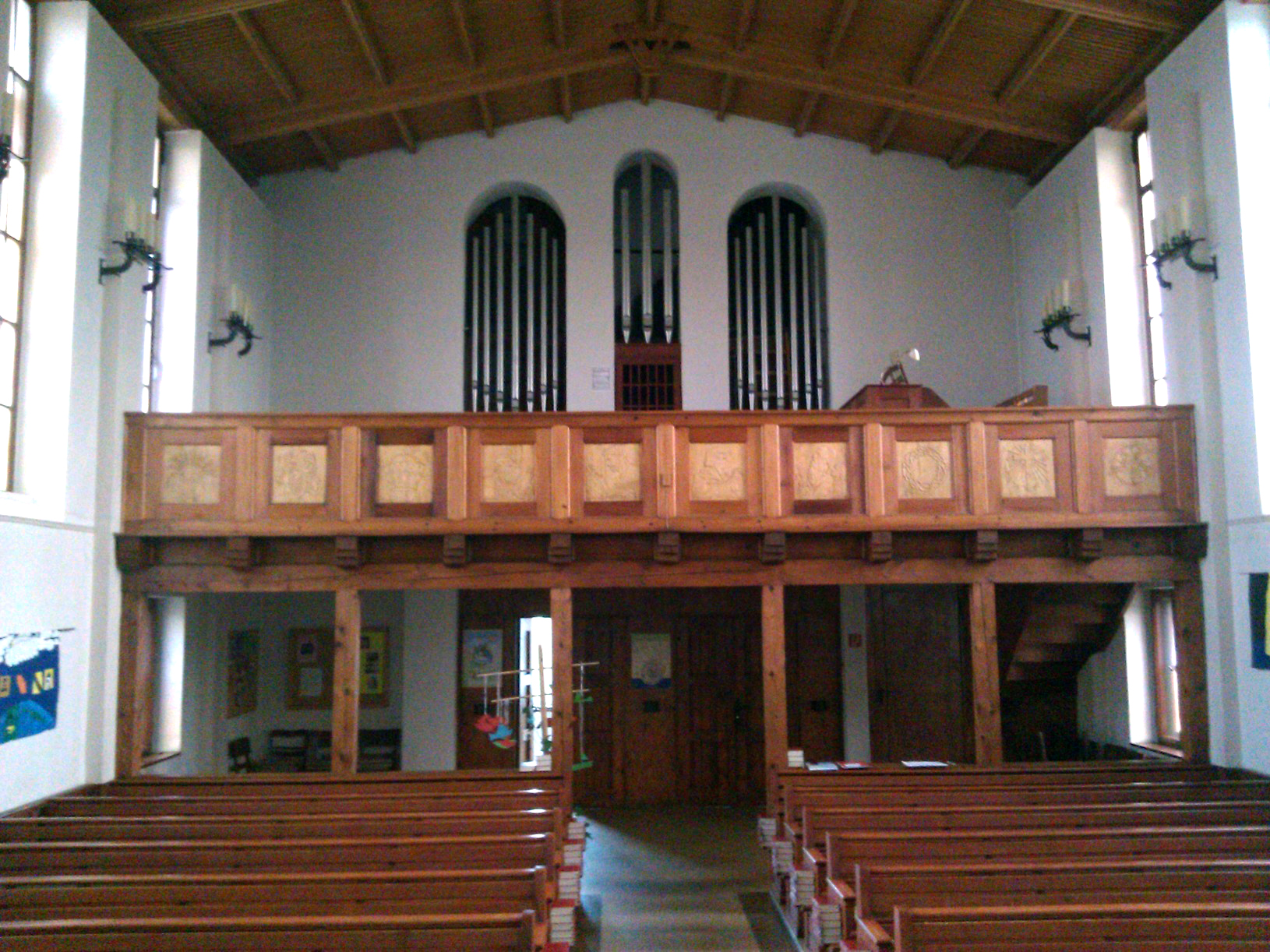
Empore mit Orgel (vor der Orgelrenovierung)

Die Orgel mit elektrischer Traktur und freistehendem Spieltisch wurde 1940 von der Orgelbaufirma M. Welte & Söhne aus Freiburg im Breisgau eingebaut. Die Firma, die auf Musikautomaten spezialisiert war, musste sich zeit- und kriegsbedingt neue Betätigungsfelder suchen. So ist diese Orgel eine der wenigen Kirchenorgeln der Produktpalette der Firma. Zudem wurde das Pfeifenmaterial zeitbedingt nahezu komplett aus Zink gefertigt und entging damit der Materialablieferung. Bei einer 2020 erfolgten Sanierung durch die Firma Jäger & Brommer wurde das Werk komplett gereinigt und nach den neuesten Richtlinien der VDE technisch ertüchtigt. Somit ist die Orgel praktisch im Originalzustand erhalten und stellt eine Denkmalorgel dar. Im Zuge der Maßnahmen konnte auch die ursprüngliche Goldfassung der Prospektpfeifen wiederhergestellt werden.
Das Instrument hat elf Register, verteilt auf zwei Manuale und Pedal. Die Disposition lautet:
Die Evangelische Kirchengemeinde Stetten gehört zum Kirchenbezirk (Dekanat) Überlingen-Stockach der Evangelischen Landeskirche in Baden.
| I Hauptwerk C–g3 |            |    |
| 1.               | Prinzipal  | 8′ |
| 2.               | Rohrflöte  | 8′ |
| 3.               | Oktave     | 4′ |
| 4.               | Mixtur III | 2′ |
| 5.               | Oboe       | 8′ |

| II Oberwerk C–g3 |                 |    |
| 6.               | Singend Gedackt | 8′ |
| 7.               | Salicional      | 8′ |
| 8.               | Blockflöte      | 4′ |
| 9.               | Schwiegel       | 2′ |
| 10.              | Terzzimbel III  | 1′ |

| Pedal C–f1 |             |                        |
| 11.        | Subbass     | 16′                    |
|            | Zartbass    | 16′ (Windabschwächung) |
|            | Flöten-Bass | 8′ (aus I)             |
|            | Choral-Bass | 4′ (aus I)             |
|            | Oboe        | 8′ (aus I)             |

- Koppeln: II/I, I/P, II/P

Suboktavkoppel: II/I, II/II
Superoktavkoppel: II/I, II/II, I/P, II/P
- Spielhilfen: 1 freie Kombination, Crescendotritt, Schwelltritt, Tuttiknopf

## Geläut
Die Glocken wurden 1938 von der Glockengießerei Rincker in Sinn (Hessen) gegossen, sie trugen die Namen Gustaf-Adolf-Glocke, Bismarck-Glocke und General-Zieten-Glocke. Die Hindenburg-Glocke und die Gustaf-Adolf-Glocke wurden 1942 für Kriegszwecke eingezogen und eingeschmolzen.
Im Jahr 1953 wurde das Geläut erneuert durch eine G'-Glocke und eine B'-Glocke, gegossen ebenfalls von Rincken. Die Christus-Glocke (670 kg) ist mit „Ich bin bei euch alle Tage bis ans Ende der Welt“ beschriftet, die Gustav Adolf-Glocke (400 kg) mit „Verzage nicht du Häuflein klein“.